# Acanthurus nigricans

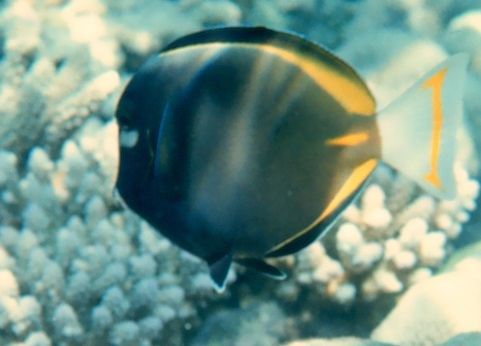
Acanthurus nigricans en Palaos

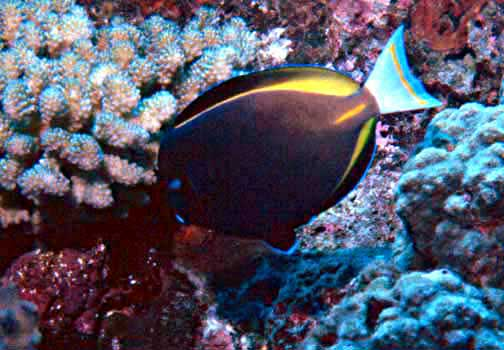
Ramoneando entre corales

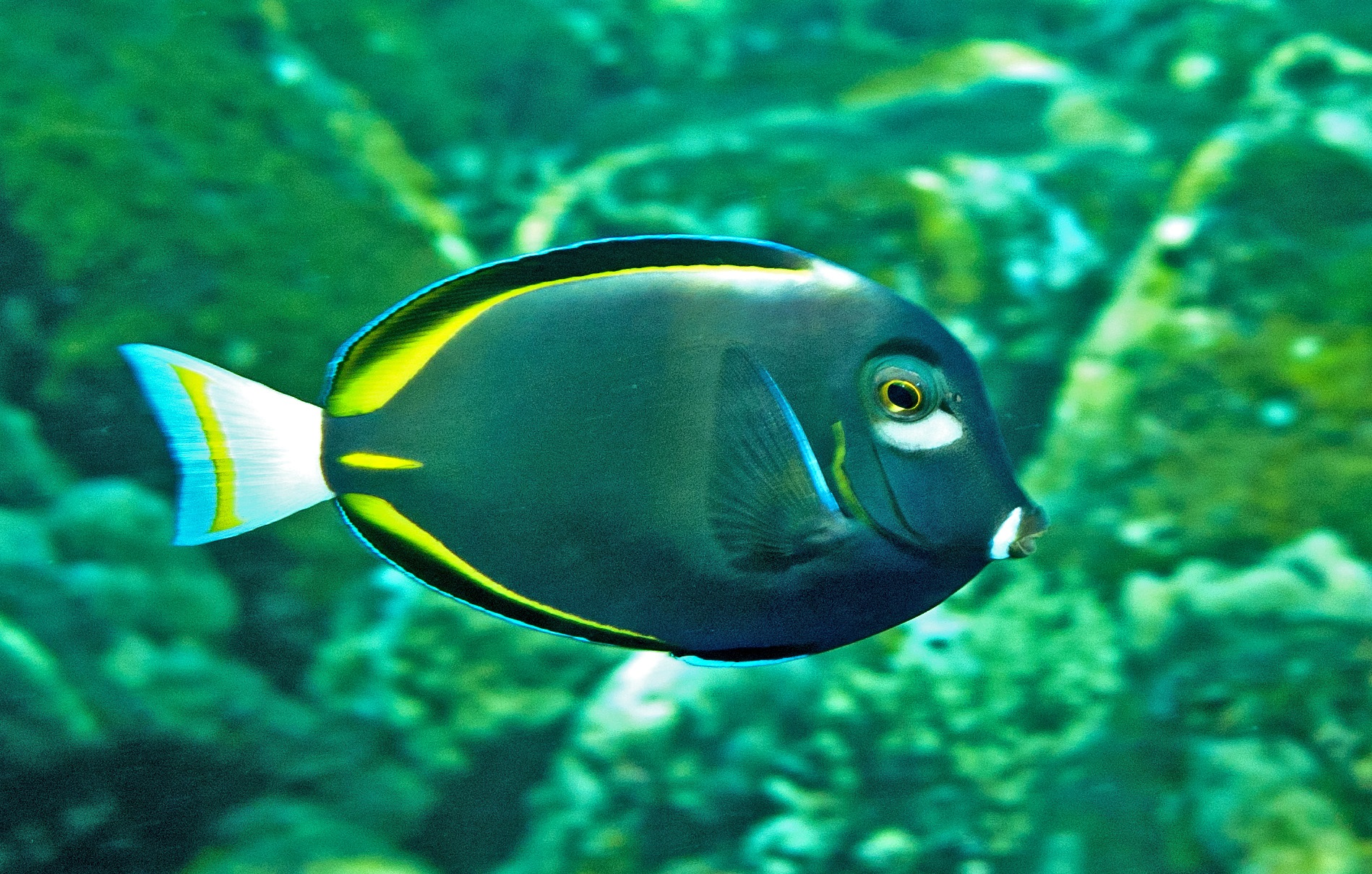
Ejemplar adulto en Tulamben, Bali, Indonesia

El Acanthurus nigricans es una especie de pez cirujano de la familia de los Acantúridos. Sus nombres comunes en español son cirujano cariblanco, cirujano de filo amarillo o navajón cariblanco.

## Biología
Posee la morfología típica de su familia, cuerpo comprimido lateralmente y ovalado. La boca es pequeña, protráctil y situada en la parte inferior de la cabeza. El hocico es grande. Tiene 9 espinas y 28 a 31 radios blandos dorsales; 3 espinas y entre 26 y 28 radios blandos anales; 16 radios pectorales; 17 a 19 branquiespinas anteriores y 18 a 20 branquiespinas posteriores. Un ejemplar de 80 mm tiene 10 dientes en la mandíbula superior y 10 en la inferior, con 171 mm de largo tiene 10 en la superior y 12 en la inferior. Tiene menos y mayores dientes que la mayoría de especies del género.
Como todos los peces cirujano, de ahí les viene el nombre común, tiene 2 espinas extraíbles en el pedúnculo caudal, que usa para defenderse o dominar. En su caso, cubiertas por una mancha amarilla.
Lo más distintivo de esta especie son las líneas amarillas que recorren la base de las aletas dorsal y anal, que ensanchan su grosor según se acercan al pedúnculo caudal. Allí se cortan, y entre ellas destaca otra distintiva mancha amarilla en forma de gota. Su coloración base es negro violáceo. Las aletas dorsal y anal tienen el margen exterior ribeteado en azul claro. La aleta caudal es blanca, con una barra vertical amarilla próxima al margen exterior, que esta tintado en azul claro. Tiene una mancha blanca debajo del ojo, y otra, de igual color, rodeando sus labios.

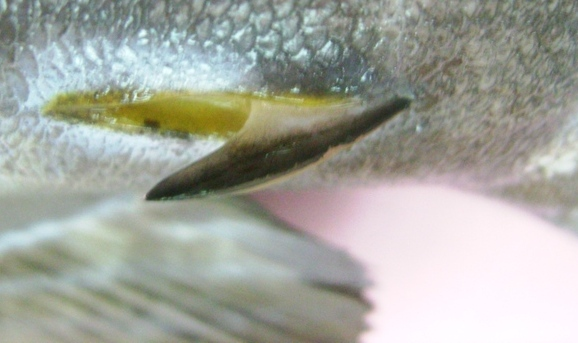
Espina del pedúnculo caudal
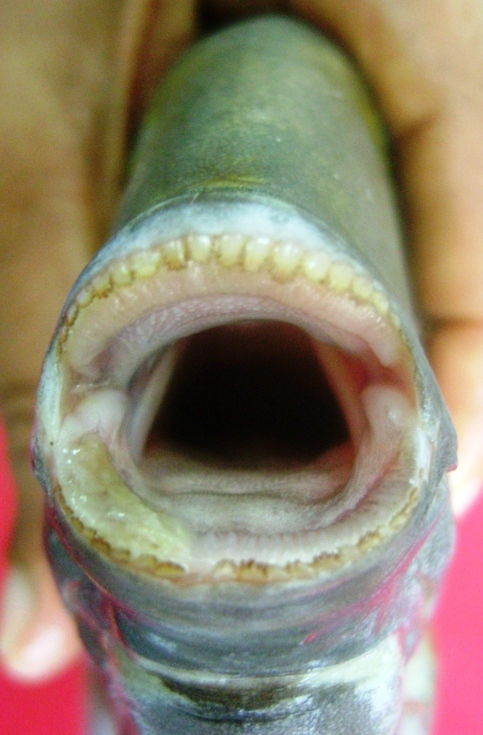
Detalle de dentadura herbívora de la especie emparentada Acanthurus xanthopterus

Alcanza los 21,3 cm de largo. Su mayor longevidad reportada es de 34 años, en un ejemplar de la Gran Barrera de Arrecifes.

## Hábitat y distribución
Es una especie territorial y bentopelágica. Asociada a arrecifes coralinos, habita zonas rocosas interiores y lagunas con sustratos arenosos. También en laderas de arrecifes exteriores. Ocurren en solitario y en pequeños grupos. Los juveniles se esconden entre grandes corales.
Su rango de profundidad está entre 1 y 67 m. El rango de temperatura conocido en el que se localiza está entre 21 y 29 °C.
Se distribuye en el océano Indo-Pacífico. Es especie nativa de Australia; Brunéi Darussalam; China; Cocos; Colombia; Islas Cook; Costa Rica; Isla Spratly; Ecuador (Ecuador costa y Galápagos); Filipinas; Fiyi; Guam; Hawái; Indonesia; Japón; Kiribati; Malasia; Islas Marianas del Norte; Islas Marshall; México; Micronesia; Nauru; Isla Navidad; Nueva Caledonia; Niue; Palaos; Panamá; Papúa Nueva Guinea; Polinesia; Samoa; Singapur;  Islas Salomón; Taiwán; Tailandia; Timor-Leste; Tokelau; Tonga; Tuvalu; Vanuatu; Vietnam, y Wallis y Futuna.
Es una de las especies de peces de arrecife herbívoros común en toda su área de distribución, y abundante en algunas regiones.

## Alimentación
Es herbívoro itinerante. Se alimenta de algas filamentosas. También se alimenta de la película de algas que recubre los fondos arenosos de áreas protegidas de corrientes. En su tracto digestivo se encuentra entre un 5 y un 80% de materia inorgánica, como arena que ingiere junto a las algas, y que facilita la digestión de estas.

## Reproducción
No presentan dimorfismo sexual aparente. Tan solo, las hembras son de mayor tamaño. Son monógamos, ovíparos y de fertilización externa. No cuidan a sus crías.
Los huevos son pelágicos, de 1 mm de diámetro, y contienen una gotita de aceite para facilitar la flotación. En 24 horas, los huevos eclosionan larvas pelágicas translúcidas, llamadas Acronurus. Son plateadas, comprimidas lateralmente, con la cabeza en forma de triángulo, grandes ojos y prominentes aletas pectorales. Cuando alcanzan los 5,5 o 6 cm de largo se produce la metamorfosis del estado larval al juvenil. Al hacerlo, mutan su color plateado a marrón y las formas de su perfil se redondean. 
Cuando coincide en un área de distribución, hibrida con las especies emparentadas A. achilles, A. leucosternon o A. japonicus.